# Uzsa
Uzsa är en ort i Ungern.   Den ligger i provinsen Veszprém, i den västra delen av landet, 150 km sydväst om huvudstaden Budapest. Uzsa ligger 158 meter över havet och antalet invånare är 335.
Terrängen runt Uzsa är kuperad åt sydväst, men åt nordost är den platt. Runt Uzsa är det ganska tätbefolkat, med 62 invånare per kvadratkilometer. Närmaste större samhälle är Tapolca, 8,3 km öster om Uzsa. Omgivningarna runt Uzsa är en mosaik av jordbruksmark och naturlig växtlighet.